# Trlje
Trlje (Mullidae) su porodica morskih riba iz reda Perciformes. Porodica obuhvaća 6 redova s ukupno 87 vrsta.

## Popis vrsta
1. Mulloidichthys ayliffe Uiblein, 2011
2. Mulloidichthys dentatus (Gill, 1862)
3. Mulloidichthys flavolineatus (Lacepède, 1801)
4. Mulloidichthys martinicus (Cuvier, 1829)
5. Mulloidichthys mimicus Randall & Guézé, 1980
6. Mulloidichthys pfluegeri (Steindachner, 1900)
7. Mulloidichthys vanicolensis (Valenciennes, 1831)
8. Mullus argentinae Hubbs & Marini, 1933
9. Mullus auratus Jordan & Gilbert, 1882
10. Mullus barbatus barbatus Linnaeus, 1758
11. Mullus barbatus ponticus Essipov, 1927
12. Mullus surmuletus Linnaeus, 1758
13. Parupeneus angulatus Randall & Heemstra, 2009
14. Parupeneus barberinoides (Bleeker, 1852)
15. Parupeneus barberinus (Lacepède, 1801)
16. Parupeneus biaculeatus (Richardson, 1846)
17. Parupeneus chrysonemus (Jordan & Evermann, 1903)
18. Parupeneus chrysopleuron (Temminck & Schlegel, 1843)
19. Parupeneus ciliatus (Lacepède, 1802)
20. Parupeneus crassilabris (Valenciennes, 1831)
21. Parupeneus cyclostomus (Lacepède, 1801)
22. Parupeneus diagonalis Randall, 2004
23. Parupeneus forsskali (Fourmanoir & Guézé, 1976)
24. Parupeneus fraserorum Randall & King, 2009
25. Parupeneus heptacanthus (Lacepède, 1802)
26. Parupeneus indicus (Shaw, 1803)
27. Parupeneus insularis Randall & Myers, 2002
28. Parupeneus jansenii (Bleeker, 1856)
29. Parupeneus louise Randall, 2004
30. Parupeneus macronemus (Lacepède, 1801)
31. Parupeneus margaritatus Randall & Guézé, 1984
32. Parupeneus minys Randall & Heemstra, 2009
33. Parupeneus moffitti Randall & Myers, 1993
34. Parupeneus multifasciatus (Quoy & Gaimard, 1825)
35. Parupeneus nansen Randall & Heemstra, 2009
36. Parupeneus orientalis (Fowler, 1933)
37. Parupeneus pleurostigma (Bennett, 1831)
38. Parupeneus porphyreus (Jenkins, 1903)
39. Parupeneus posteli Fourmanoir & Guézé, 1967
40. Parupeneus procerigena Kim & Amaoka, 2001
41. Parupeneus rubescens (Lacepède, 1801)
42. Parupeneus seychellensis (Smith & Smith, 1963)
43. Parupeneus spilurus (Bleeker, 1854)
44. Parupeneus trifasciatus (Lacepède, 1801)
45. Pseudupeneus grandisquamis (Gill, 1863)
46. Pseudupeneus maculatus (Bloch, 1793)
47. Pseudupeneus prayensis (Cuvier, 1829)
48. Upeneichthys lineatus (Bloch & Schneider, 1801)
49. Upeneichthys stotti Hutchins, 1990
50. Upeneichthys vlamingii (Cuvier, 1829)
51. Upeneus asymmetricus Lachner, 1954
52. Upeneus australiae Kim & Nakaya, 2002
53. Upeneus davidaromi Golani, 2001
54. Upeneus doriae (Günther, 1869)
55. Upeneus filifer (Ogilby, 1910)
56. Upeneus francisi Randall & Guézé, 1992
57. Upeneus guttatus (Day, 1868)
58. Upeneus heemstra Uiblein & Gouws, 2014
59. Upeneus indicus Uiblein & Heemstra, 2010
60. Upeneus itoui Yamashita, Golani & Motomura, 2011
61. Upeneus japonicus (Houttuyn, 1782)
62. Upeneus lombok Uiblein & White, 2015
63. Upeneus luzonius Jordan & Seale, 1907
64. Upeneus margarethae Uiblein & Heemstra, 2010
65. Upeneus mascareinsis Fourmanoir & Guézé, 1967
66. Upeneus moluccensis (Bleeker, 1855)
67. Upeneus mouthami Randall & Kulbicki, 2006
68. Upeneus niebuhri Guézé, 1976
69. Upeneus nigromarginatus Bos, 2014
70. Upeneus oligospilus Lachner, 1954
71. Upeneus parvus Poey, 1852
72. Upeneus pori Ben-Tuvia & Golani, 1989
73. Upeneus quadrilineatus Cheng & Wang, 1963
74. Upeneus randalli Uiblein & Heemstra, 2011
75. Upeneus saiab Uiblein & Lisher, 2013
76. Upeneus seychellensis Uiblein & Heemstra, 2011
77. Upeneus stenopsis Uiblein & McGrouther, 2012
78. Upeneus suahelicus Uiblein & Heemstra, 2010
79. Upeneus subvittatus (Temminck & Schlegel, 1843)
80. Upeneus sulphureus Cuvier, 1829
81. Upeneus sundaicus (Bleeker, 1855)
82. Upeneus supravittatus Uiblein & Heemstra, 2010
83. Upeneus taeniopterus Cuvier, 1829
84. Upeneus tragula Richardson, 1846
85. Upeneus vanuatu Uiblein & Causse, 2013
86. Upeneus vittatus (Forsskål, 1775)
87. Upeneus xanthogrammus Gilbert, 1892

## Vanjske poveznice
|  | Zajednički poslužitelj ima još gradiva o temi Trlje |
|  | Wikivrste imaju podatke o taksonu Trljama           |